# Polenjournal.de
PolenJournal.de – portal informacyjny oraz cyfrowy kwartalnik o tej samej nazwie wydawany w Polsce w języku niemieckim. Misją tego medium jest przybliżanie czytelnikom Polski od strony gospodarczej, kulturowej oraz turystycznej.

## Portal PolenJournal.de
Serwis internetowy www.polenjournal.de zadebiutował w sieci w grudniu 2014 roku. Od początku jego strukturę tworzą takie działy tematyczne jak porady, opinie, gospodarka, polityka, sport, nauka i technologie, kultura i lifestyle oraz turystyka. W miarę upływu czasu pojawiły się również działy e-paper, sklep oraz ogłoszenia drobne. Na łamach portalu są publikowane także teksty z wydania cyfrowego (po tym jak się ukaże).
Serwis PolenJournal.de jest od początku swojego istnienia w pełni darmowy i oferuje nieograniczony dostęp do treści na nim zamieszczanych.

## Kwartalnik PolenJournal.de
Pierwsze wydanie – wtedy jeszcze w formie papierowego miesięcznika – ukazało się 16 grudnia 2016 roku jako zbiór wybranych artykułów opublikowanych wcześniej na portalu. Ostatni drukowany numer miesięcznika ukazał się w styczniu 2018 roku. Od kwietnia 2018 roku czasopismo PolenJournal.de jest wydawane jako kwartalnik w formie cyfrowej. Wydanie oznaczone numerem 4/2018 było pierwszym, które nie zawierało wcześniej opublikowanych tekstów na portalu. Na objętość kwartalnika składały się w 2018 roku średnio 124 strony.
Każde kolejne wydanie jest dostępne zarówno do czytania, jak i ściągania z poziomu strony PolenJournal.de oraz poprzez portal issuu.com.

## Zawartość
Początkowo strona miała charakter finansowo-ekonomiczny. Z upływem lat profil serwisu ewoluował. Obecnie w skład treści zamieszczanych na stronie wchodzą wszystkie szeroko pojęte tematy związane z Polską.
Publikacje zamieszczane zarówno w serwisie, jak i w kwartalniku można przyporządkować informacyjnym oraz publicystycznym gatunkom dziennikarskim.
PolenJournal.de stroni od podejmowania politycznych tematów. Treści zamieszczane w sekcji polityka odnoszą się w większości do sondaży wyborczych, polityki gospodarczej oraz badań opinii publicznej.

## Redakcja
Redakcja PolenJournal.de liczy 8 stałych członków wspieranych przez praktykantów z Uniwersytetu Opolskiego. Niezmiennie od 2014 roku redaktorem naczelnym pozostaje Piotr Piela, a jego zastępczyniami są Patrycja Kunz oraz Paulina Menzel.
Siedziba redakcji mieści się w Centrum Biznesu w Opolu przy ulicy Wrocławskiej 133.
Właścicielem portalu była firma Smuda Consulting z siedzibą w Dobrzeniu Małym. W 2021 roku portal przejęła firma Digital Monsters Sp. z.o.o. z siedzibą w Opolu. PolenJournal.de jest w pełni prywatną inicjatywą bez wsparcia materialnego ze strony polskiej oraz niemieckiej administracji publicznej.

## Znani autorzy
Na łamach PolenJournal.de pisywali m.in. polski ekonomista Witold M. Orłowski, niemiecki pisarz i publicysta Matthias Kneip oraz polska politolożka i niemcoznawczyni Agnieszka Łada.